# Commanderie de Bessaut
La commanderie hospitalière Marie-Madeleine de Bessaut (ou Bessau) est une ancienne commanderie hospitalière située sur la commune de Lencouacq, dans le département français des Landes. Elle est une étape sur la voie limousine de Saint-Jacques-de-Compostelle dont il ne reste plus de nos jours qu'une chapelle en ruines.

## Étymologie
Le nom de Bessau vient du gascon beçau (« boulaie, forêt de boulots »).

## Présentation
La commanderie de Bessaut est fondée au XIIIe siècle par l'ordre de Saint-Jacques de l'Épée Rouge pour assurer, dans cette contrée hostile de Gascogne, la protection des pèlerins de Saint-Jacques-de-Compostelle. Au XIVe siècle, la vocation de la commanderie s'étend également aux soins des malades et à l'accueil des pauvres et des infirmes.
L’hospital, tel qu'il est mentionné sur la carte de Cassini, est doté par de riches seigneurs, tels Guilhem de Mazerolles en 1219, et Amanieu VI d'Albret, qui lui lègue cent sols le 6 juillet 1262 pour les frais de services aux pèlerins. L'hôpital attenant à l'édifice religieux est brûlé en 1569 en même temps que la chapelle de Lugaut par les troupes huguenotes de Montgommery. Elle revient ensuite à l'hôpital de Mont-de-Marsan par lettres patentes du roi Louis XIV le 19 juin 1696. Après la Révolution française, les restes de la commanderie sont vendus comme biens nationaux en 1790 et servent à construire d'autres bâtiments dans la région.
L'endroit est planté de pins maritimes à la fin du XIXe siècle avec l'extension du massif forestier des Landes consécutif à la loi du 19 juin 1857.
Le site est restauré en 1994. La partie la plus intéressante reste le portail ogival à colonnettes de la chapelle. Il est situé à l'ouest du bâtiment et est orné de chapiteaux sculptés (feuillage de lierre et quatre voussures).

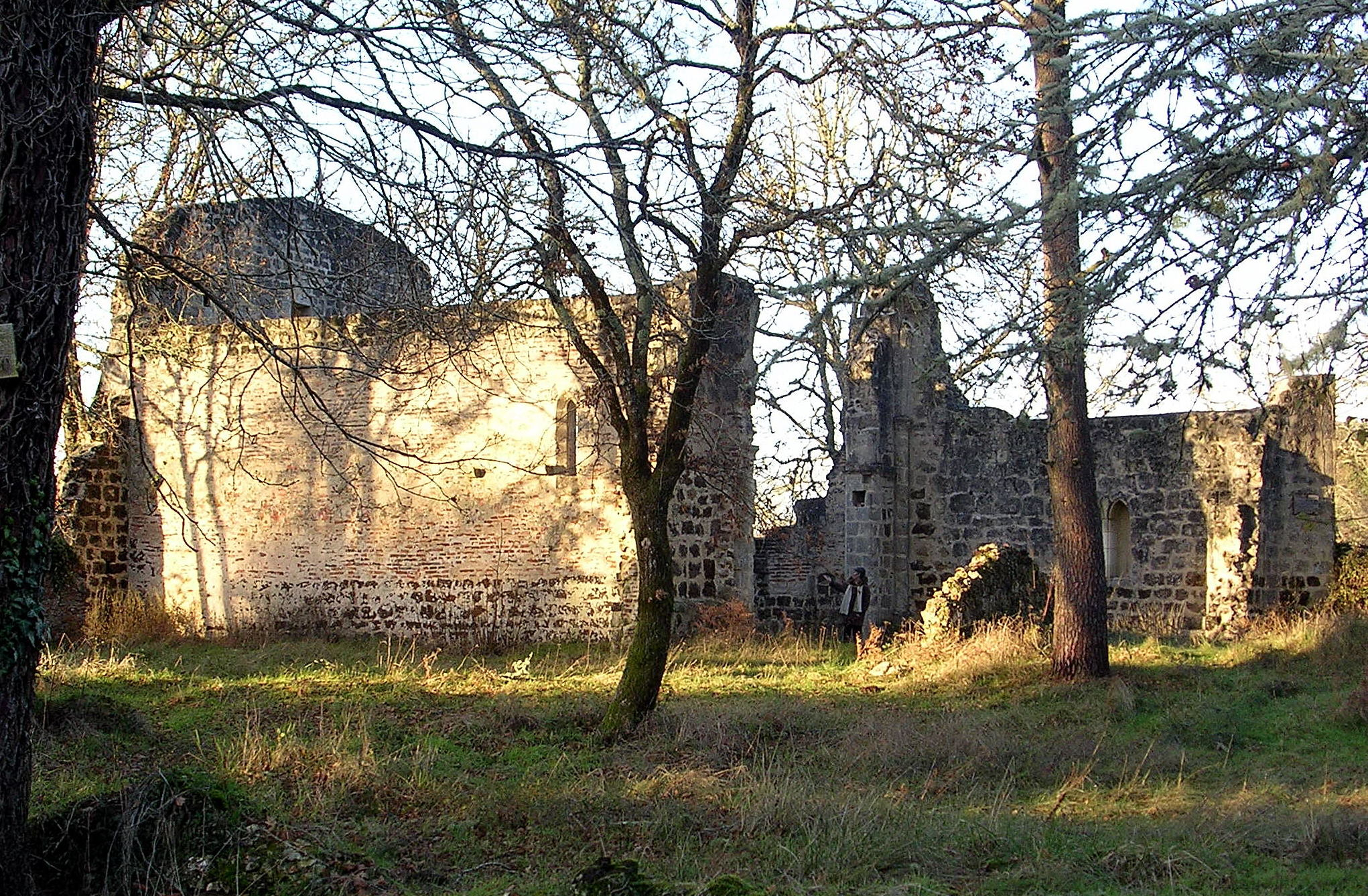
Restes de la commanderie